# Battaglia di Abrolhos
La battaglia di Abrolhos si svolse il 12 settembre 1631 al largo della costa di Pernambuco, in Brasile. Una flotta ispano-portoghese al comando dell'ammiraglio Oquendo sconfisse gli olandesi dopo sei ore di battaglia navale.

## Antefatto
Il 5 maggio 1631 l'ammiraglio basco Oquendo lasciò Lisbona con una flotta di 20 men-of-war. Questi aveva portato dei rinforzi per Paraíba, Pernambuco e Bahia e sulla via del ritorno in Portogallo, riempì il convoglio di zucchero proveniente dalle coltivazioni delle colonie. Gli olandesi, per contro, miravano a Bahia. Una volta avvisato dell'arrivo degli olandesi, la flotta di Pernambuco, guidata dall'ammiraglio Adrian Pater, salpò per intercettare il convoglio spagnolo. Malgrado Pater avesse 33 navi a Pernambuco, prese con sé 16 navi e lasciò le altre al porto ritenendo che fossero più che sufficienti per battere la flotta di Oquendo. Le due flotte, infine, il 12 settembre, si incontrarono.

## La battaglia
Alle prime luci del giorno, l'ammiraglio olandese convocò i suoi ufficiali per dare loro le istruzioni sulla giornata, quindi il gruppo bevve un brindisi alla vittoria con della birra proveniente da Braunschweig ed iniziarono le operazioni militari. L'ammiraglio Pater aveva disposto la sua flotta su due linee a una decina di chilometri dalle navi spagnole che erano disposte con una formazione a mezzaluna tra i nemici ed il convoglio commerciale composto da cinque navi non armate.
Il combattimento iniziò a metà mattina, quando il vice ammiraglio de Vallecilla, a bordo della San Antonio, aprì il fuoco sulla Geunieerde Provintien comandata da Thijssen, la quale era vicina alla Provincie Ultrecht. Circa 15 minuti dopo de Oquendo e quattro altri galeoni aprirono il fuoco sull'ammiraglia di Pater, la quale si trovava vicina alla Santiago de Oliste ed alla Walcheren. Gli olandesi spararono quindi delle pesanti bordate con colpi a grappolo per spezzare gli alberi delle vele nemiche. Entrambi gli schieramenti continuavano a spararsi a vicenda senza che alcuna delle due parti potesse avere la meglio o riuscire ad abbordare. Il galeone portoghese Nossa Senhora dos Prazeres guidato dal capitano Cosme do Couto Barbosa tentò di supportare la Santiago de Oliste, ma andò alla deriva sotto il fuoco combinato della Prins Willem e della Walcheren e venne affondato. Il suo posto venne preso dalla più grande Concepción del capitano Juan de Prado. Nel contempo, l'ammiraglio Massibradi giunse con altre cinque navi, facendo propendere il bilancio della battaglia per gli spagnoli.
Alle 16:00 l'ammiraglia di de Oquendo tirò una bordata alla Prins Willem. Le fiamme che si svilupparono gettarono Pater in acqua assieme a pochi sopravvissuti, i quali poi annegarono tutti. La nave andò completamente distrutta. La vice ammiraglia di de Vallecilla, la San Antonio, ruppe nel mezzo coi propri speroni ciò che rimaneva dell'imbarcazione.

## Conseguenze
Il giorno si concluse con la vittoria degli ispano-portoghesi, anche se in termini di perdite la battaglia fu particolarmente dispendiosa. Secondo lo storico David Marley, la vice ammiraglia ed il galeone affondarono, mentre le altre navi vennero catturate con un totale di perdite di 585 tra morti e dispersi (240 di questi a bordo della Buenaventura che venne catturata) oltre a 201 feriti. L'ammiraglia olandese e un'altra man-of-war scomparvero tra i flutti, lasciando sul campo 350 tra morti e dispersi e 80 feriti gravi. Secondo Miguel Esquerdo Galiana, la flotta olandese perse invece circa 2000 uomini tra morti, feriti e dispersi, oltre a tre galeoni.
Thijssen non mostrò interesse a riprendere le operazioni militari il giorno successivo, preferendo tornare a Recife. De Oquendo nel frattempo dispose i suoi rinforzi alla Barra Grande di Porto Calvo prima di continuare alla volta dell'Europa col suo convoglio di zucchero. La guarnigione olandese di Pernambuco venne evacuata e trasferita a Olinda nel novembre di quello stesso anno di modo da concentrare le forze in loco presso Recife.